# Simplocaria montenegrina
Simplocaria montenegrina is een keversoort uit de familie pilkevers (Byrrhidae). De wetenschappelijke naam van de soort is voor het eerst geldig gepubliceerd in 1917 door Obenberger.